# Tebibyte
Tebibyte (TiB) es una unidad de información utilizada como un múltiplo del byte. Equivale a 240 bytes.

## Historia
Su nombre proviene de la contracción de tera binary byte. Se debe a que es la potencia de 2 que más se aproxima a "tera", prefijo cuyo valor es 1012, es decir, 1 000 000 000 000.[cita requerida]
Forma parte de la norma ISO/IEC 80000-13, antiguamente IEC 60027-2 (Desde febrero del año 1999).

## Equivalencia

### Byte
1 099 511 627 776 = 240 bytes = 1 tebibyte.